# Az Androméda-galaxis és a Tejútrendszer ütközése
Az Androméda-galaxis és a Tejútrendszer ütközése egy várhatóan 4,5 milliárd év múlva megtörténő galaktikus ütközés a Lokális Csoport két legnagyobb galaxisa, a Tejútrendszer (amiben található a Naprendszer és a Föld is) és az Androméda-galaxis között. Elég távol vannak egymástól az érintett csillagok, hogy ne ütközzenek egymástól a folyamat során, bár néhányat ki fog lökni magából a gyakran Milkomédaként emlegetett új galaxis. Annak az esélye, hogy a Nap is erre a sorsa jut fennáll, de az égitesteket a Naprendszerben nem fogja érinteni az ütközés.

## Valószínűsége

A két galaxis ütközésének az útja

Az Androméda-galaxis 110 km/s sebességgel közeledik a Tejútrendszer felé kékeltolódása alapján. 2012-ig nem lehetett tudni, hogy az ütközés biztosan meg fog-e történni. Addig a legjobb mérés a Hubble űrtávcsővel történt, amivel kiszámították a galaxis csillagainak pozícióját 2002-ben és 2010-ben, több száz háttérben lévő galaxishoz viszonyítva. Több ezer csillag pozícióját átlagolva ki tudták számítani azok elmozdulását a két mérés között. Az eredmény az, hogy a délkelet felé mozog az Androméda legalább 0,1 milli-ívmásodperccel mozog évente, ami kevesebb, mint 200 km/s-nek felel meg a Naphoz képest, délre és keletre. A Nap mozgását tekintve az Androméda oldalirányú mozgása sokkal kisebb, mint a közeledési sebessége, így a két galaxis össze fog olvadni a Tejútrendszerrel 5 milliárd éven belül.
Ezek az ütközések viszonylag megszokottak, a galaxisok élethosszát tekintve. Az Androméda például legalább már egy galaxissal összeütközött élete során, míg a Tejútrendszerbe több törpegalaxis is beleolvad jelenleg (mint például a Sag DEG).
Más kutatások szerint az M33, a Triangulum-galaxis (a harmadik legfényesebb galaxis a Lokális Csoportban) is részt fog venni. A legvalószínűbb sorsa az, hogy az új kialakult galaxis körül fog keringeni és később bele fog olvadni. Viszont az se kizárt, hogy összeütközik a Tejútrendszerrel, mielőtt az összeütközik az Andromédával, vagy, hogy kilöki magából a Lokális Csoport.

## Galaktikus ütközés
Míg az Androméda-galaxisban egy billió (1012) és a Tejútrendszerben 300 milliárd (3×1011) csillag található, annak az esélye, hogy két csillag összeütközzön gyakorlatilag nulla, a csillagok közötti távolságok miatt. Például a Naphoz legközelebbi csillag a Proxima Centauri, ami 4,2 fényévre (4,0×1013 km) található. Ez azt jelenti, hogy ha a Nap egy pingponglabda lenne, akkor a Proxima Centauri egy borsó lenne, 1100 km távolságra egymástól, míg a Tejútrendszer 30 millió km lenne.
Ugyan a csillagok általában sűrűbben helyezkednek el a galaxisok közepe felé, a távolságuk még általában így is 160 milliárd (1.6×1011) km.

## A Naprendszer sorsa

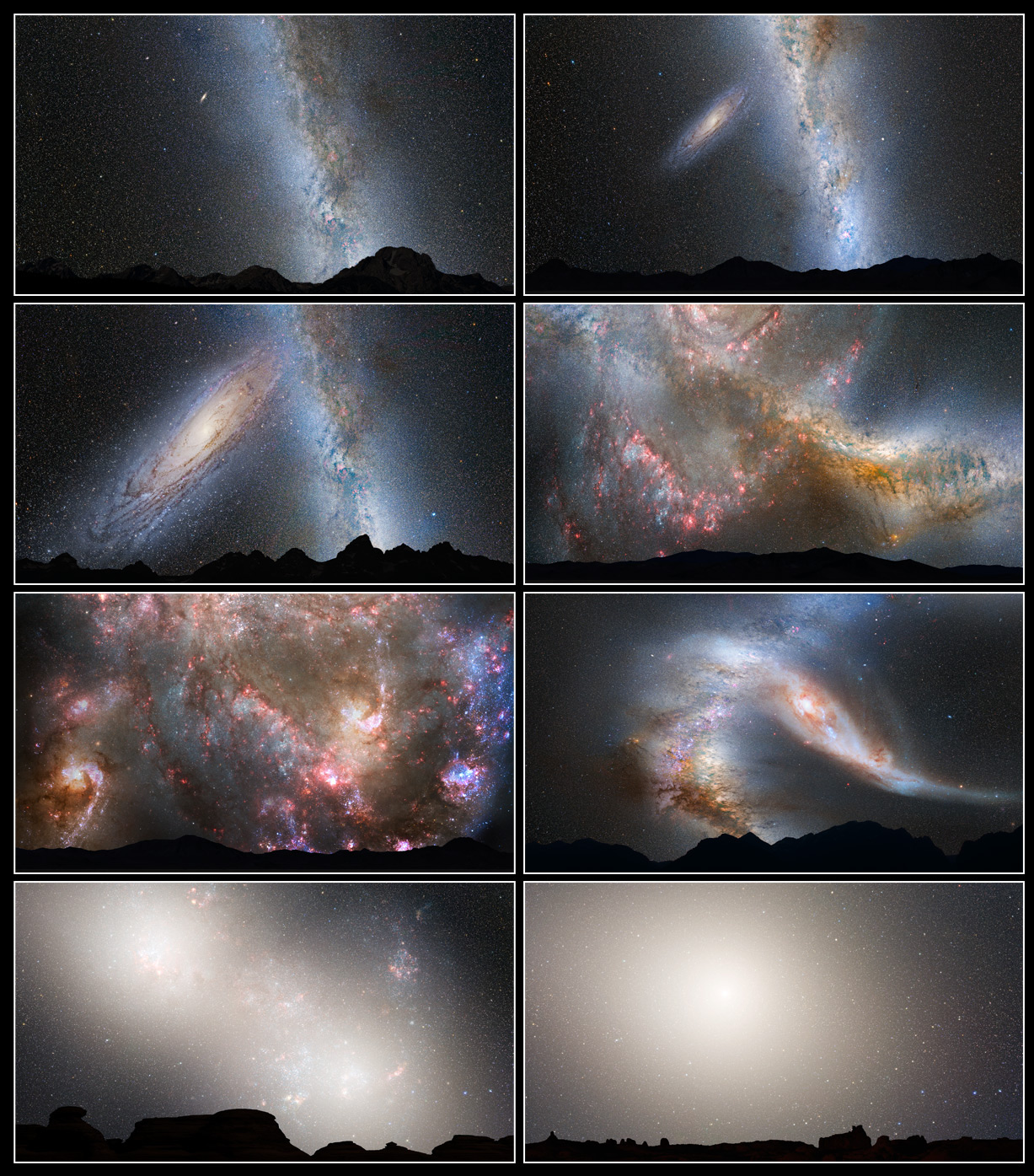
Illusztrációk a két galaxis összeütközéséről

Két tudós a Harvard–Smithsonian Asztrofizikai Centerben kijelentette, hogy mikor ütközik össze (és egyáltalán összeütközik-e) a két galaxis, az az Androméda sebességén fog múlni. Jelenlegi számítások szerint 50% az esélye annak, hogy egy összeolvadt galaxisban a Naprendszert háromszor olyan távolságra taszítani a galaxis központjától az ütközés, mint jelenlegi pozíciója. Arra pedig 12% az esély, hogy a Naprendszert teljesen kilöki magából az új galaxis. Ha ez meg is történne, annak az esélye, hogy ennek bármilyen hatása lenne a rendszerre vagy annak bolygóira, minimális.
Esetleges mesterséges bolygó-átalakítást figyelmen kívül hagyva erre az időpontra már túl meleg lesz a Föld felszíne ahhoz, hogy víz létezni tudjon a bolygón, így az élet jelenléte szinte lehetetlen. Az élet teljes kihalása 1-1,5 milliárd év múlva fog biztosan bekövetkezni, a Nap fényességének növekedése miatt (addigra a jelenleginél 35–40%-kal lesz magasabb).

## Az ütközést követő események

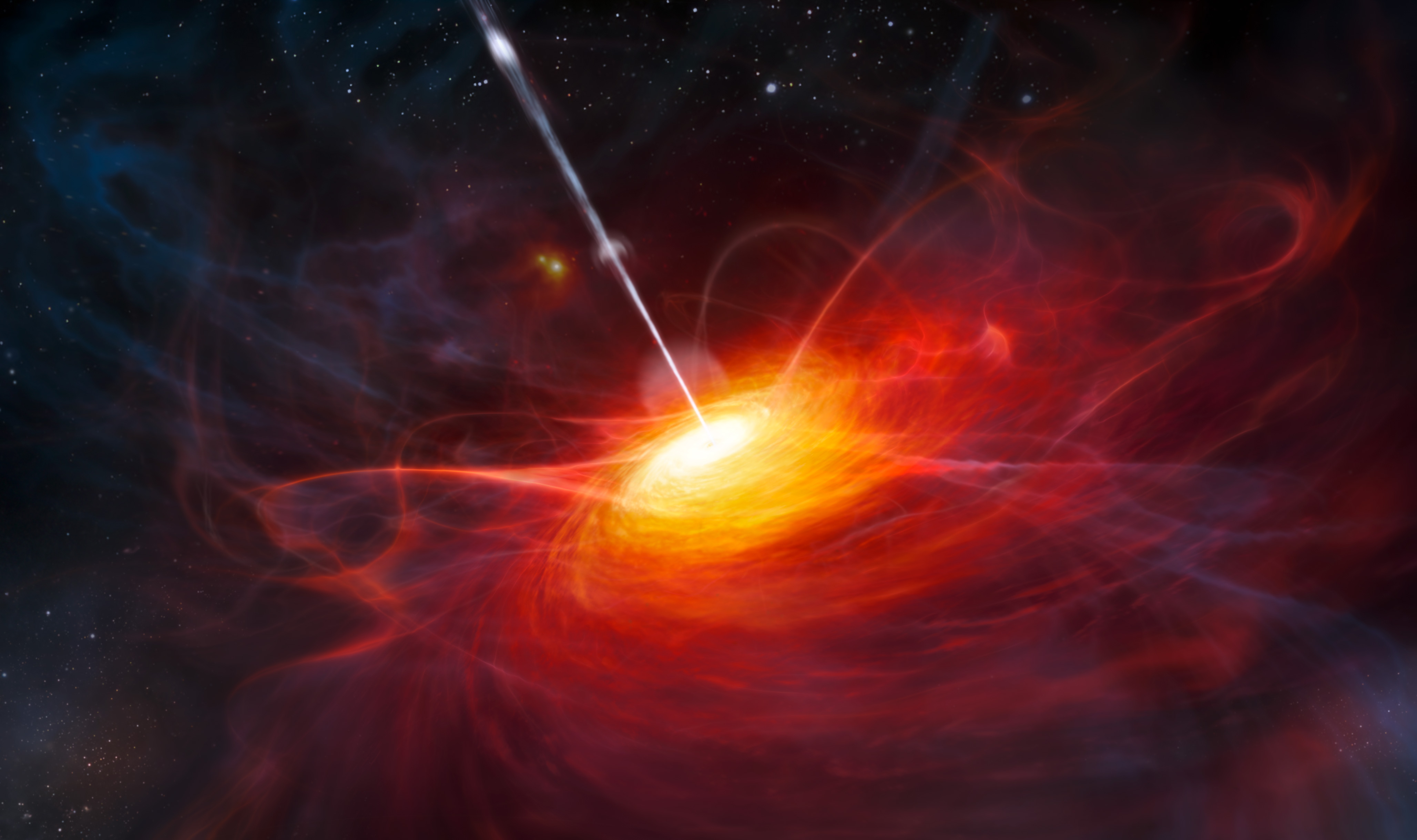
Az oroszlán csillagképben található ULAS J1120+0641 kvazár illusztrációja, amihez hasonló kialakulhat az ütközés után is

Mikor két spirálgalaxis összeütközik, a korongjukban található hidrogén összenyomódik és nagy mennyiségű csillagkeletkezést indít el, mint ami a Csáp-galaxisokban is látható. Az Androméda-galaxis és a Tejútrendszer ütközésének esetében viszont ez nagyon gyenge lesz, hiszen a fennmaradó gáz a két korongban viszonylag kevés, de egy kvazárt esetleg kialakíthat.

## Az összeolvadás eredménye
Az ütközés után létrejövő galaxisnak a Milkoméda vagy Milkroméda becenevet adták. Szimulációk szerint ez egy óriás elliptikus galaxis lesz, de kisebb csillagsűrűséggel, mint jelenleg ismert elliptikus galaxisok. Az is lehetséges, hogy a létrejövő objektum lentikuláris vagy spirálgalaxis lesz, ami a Tejútrendszerben és az Andromédában fennmaradó gáz mennyiségétől múlik.
A következő 150 milliárd év során a Lokális Csoport fennmaradó galaxisai bele fognak olvadni ebbe az objektumba, lényegében lezárva annak evolúcióját.